# Děvín (Ralská pahorkatina)
Der Děvín (deutsch Dewin) ist ein 421 m hoher Berg in Nordböhmen, auf dessen Gipfelgrat die umfangreiche Ruine der Burg Děvín zu finden ist. Seit dem Jahr 1996 steht der Berg in seiner Gesamtheit als Naturdenkmal Děvín, Ostrý a Schachtstein unter staatlichem Schutz.

## Lage und Umgebung
Der Děvín befindet sich vier Kilometer östlich der Stadt Stráž pod Ralskem (Wartenberg). Unmittelbar am Fuße befindet sich die kleine Gemeinde Hamr na Jezeře (Hammer am See) mit dem Hammer-See. Südlich befindet sich auf einem Felsblock die kleine Felsenburg Stohánek (Struhanken), welche als Vorburg für Děvín gedient hat.

## Geologie
Der Děvín besteht aus sehr weichen Quadersandsteinen der Kreide, während der Gipfelgrat des Berges durch Basalt geformt wird. Markant sind dort die liegenden Basaltsäulen. Die Eisenerze im Kontaktbereich des Basaltes zum Sandstein waren Gegenstand eines wenig umfangreichen Bergbaues. Der Děvín befindet sich  im Geopark Ralsko.

## Burggeschichte

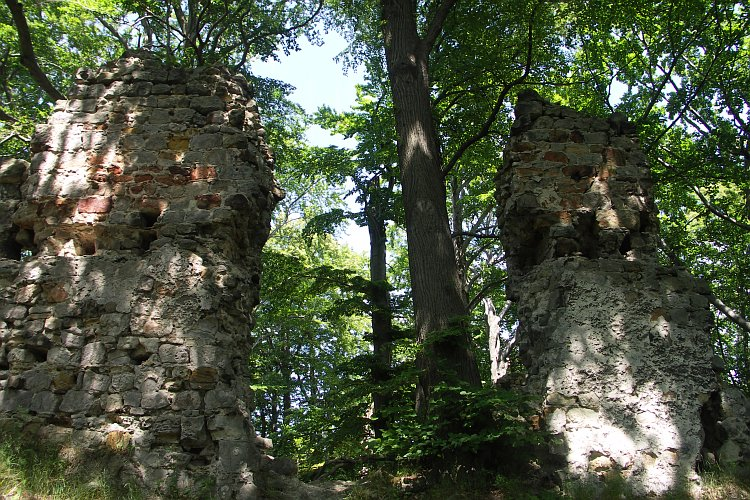
Überreste des Palasbaus im Innenhof des Burgkerns auf Děvín

Die Burganlage auf dem Devin wurde im 13. Jahrhundert errichtet und war anfangs eine Königsburg. Im 14. Jahrhundert gelangte die Anlage in den Besitz der Herren von Wartenberg. Von diesen wurde die Burg umfassend umgebaut, so entstand auch eine Bastion auf dem benachbarten Hamerský Špičák (Hammer Spitzberg). Im 16. Jahrhundert erfolgte ein weiterer Umbau im Renaissance-Stil. Anfang des 17. Jahrhunderts wurde die Burg aufgegeben und sie verfiel.
Mehrere Stolleneingänge zeugen von Bergbauversuchen aus späterer Zeit.
Von der umfangreichen Burganlage ist heute nur noch recht wenig erhalten. Geblieben sind Teile der Burgmauer, des Palases und des Bergfrieds.

## Aussicht
Von der sogenannten Reitschule schweift der Blick nach Norden und Osten in Richtung Lausitzer Gebirge und Jeschkenkamm. Vom westlichsten Gipfelfelsen ist ein Ausblick auf den nahen Hamerský Špičak (Hammer Spitzberg) möglich.

## Routen zum Gipfel
- Auf den Berg führt ein Abzweig des heute rot markierten Kegelweges. Der Aufstieg von Hamr (Hammer) dauert ungefähr eine 1/2 Stunde.